# 奥丽华历险记
《奥丽华历险记》（英語：Oliver & Company）是一部由華特迪士尼於1988年製作並發行的動畫電影。大致改編自英国作家查尔斯·狄更斯的小說，在電影中，奥丽华是一隻無家可歸的小貓，他加入了一群流浪狗在街上生存。劇情即圍繞在奧麗華與同伴間的冒險故事。
在1985年《黑神鍋傳奇》上映後，麥可·艾斯納和傑弗瑞·卡森伯格與動畫工作人員舉行了一次推介會議，其中故事藝術師皮特·楊提出了將《孤雛淚》改編成狗的想法。該提案很快獲得批准，並暫定名《奥丽华與道奇》迅速投入製作，最終《奥丽华历险记》與《歷險小恐龍》於同日上映，票房大獲成功，但受到影評人的褒貶不一。
1996年3月29日，《奥丽华历险记》在美國、加拿大、英國重新上映及發布家庭影像，並在2002年和2009年再次以DVD 形式發布。這部電影於2013年在藍光光盤上發行，以紀念其上映25週年。

## 故事大綱
故事大致改编自英国作家狄更斯的小说，但背景從倫敦改為纽约市，主角也換成一隻无家可归的橙色小貓咪奧麗華，他加入了一群流浪狗在街上生存。劇情即圍繞在奧麗華與同伴間的冒險故事。

## 配音员
| 配音              | 配音                       | 配音                                                  | 角色                              |
| 英语              | 國語                       | 粵語                                                  | 角色                              |
| ----------------- | -------------------------- | ----------------------------------------------------- | --------------------------------- |
| Joey Lawrence     | 張童                       | 張裕東                                                | 奧利華（Oliver）                  |
| Billy Joel        | 官志宏 Kim（唱）           | 張錦程 Michael Cheung（唱）                           | 道奇（Dodger）                    |
| Cheech Marin      | 郭霖                       | 劉昭文                                                | 狄托（Tito）                      |
| Roscoe Lee Browne | 林谷珍                     | 龍天生                                                | 法蘭西斯（Francis）               |
| Bette Midler      | 崔幗夫 Regina Chuang（唱） | 黃鳳英 Jeremy Suen（唱）                              | 潔兒（Georgette）                 |
| Sheryl Lee Ralph  | 林凱羚                     | 莫蒨茹 馬儀靖（唱）                                   | 麗妲（Rita）                      |
| Natalie Gregory   | 顏蕾容                     | 嚴偉思 鄺子敏（唱）                                   | 珍妮（Jennifer "Jenny" Foxworth） |
| Richard Mulligan  | 康殿宏                     | 黃一飛                                                | 愛因斯坦（Einstein）              |
| Dom DeLuise       | 陳進益                     | 張炳強                                                | 費根（Fagin）                     |
| Robert Loggia     | 楊少文                     | 葉振邦                                                | 塞克斯（Sykes）                   |
| William Glover    | 袁光麟                     | 甄錦華                                                | 雲斯頓（Winston）                 |
| Taurean Blacque   | 陳進益                     | 何浩源                                                | 羅斯哥（Roscoe）                  |
| Carl Weintraub    | 夏治世                     | 鄧榮銾                                                | 德斯多（DeSoto）                  |
|                   |                            | 徐鎮東 Thomas Chen Isabella Shen Joey Tang Fiona Pong |                                   |

## 電影歌曲
1. 《Once Upon a Time in New York City》
2. 《Why Should I Worry?》
3. 《Streets of Gold》
4. 《Perfect Isn't Easy》
5. 《Good Company》

## 發行
本片电影原声带已经由滚石在台湾发行，目前在中国大陆没有任何影音产品发行。本片DVD已经分别由中录德加拉，博伟在中国大陆，台湾发行。（本片未有國語發音版本）。